# Präsidentschaftswahl in Frankreich 1974
Die Präsidentschaftswahl in Frankreich 1974 fand am 5. und 19. Mai statt, nachdem Georges Pompidou gestorben war. Der bürgerliche Kandidat Valéry Giscard d’Estaing konnte sich knapp durchsetzen.

## Ausgangslage
Georges Pompidou war 1969 eigentlich für eine siebenjährige Amtsperiode gewählt worden, starb jedoch bereits am 2. April 1974. Die politischen Lager waren nach dem plötzlichen Tod des Präsidenten nicht auf eine Wahl vorbereitet. Die linken Parteien Parti socialiste (sozialdemokratisch), Parti communiste français (kommunistisch) und Parti radical de gauche (sozialliberal) stellten, wie bereits 1972 vereinbart, mit François Mitterrand einen gemeinsamen Kandidaten auf. Eigentlich galten die Kommunisten damals als stärkste linke Kraft; man einigte sich aber auf den Sozialisten Mitterrand, weil ein Kommunist wohl nicht mehrheitsfähig gewesen wäre. Schon bei der Wahl 1965 war Mitterrand gegen de Gaulle überraschenderweise in die Stichwahl gekommen. Nur drei linke Splitterparteien unterstützten den Kandidaten nicht.
Bei den Konservativen traten mit Jacques Chaban-Delmas, Valéry Giscard d’Estaing und Jean Royer gleich drei Kandidaten an. Erstmals stellten sich die wichtigsten Kandidaten einer Debatte im Radio. 

## Ergebnis
Der Rechtsextremist Jean-Marie Le Pen kandidierte erstmals für das Präsidentenamt. Mit weniger als einem Prozent Stimmenanteil war er chancenlos. 
Bei einer Rekord-Wahlbeteiligung konnte sich Giscard d’Estaing knapp gegen Mitterrand durchsetzen. Er hatte das Präsidentenamt jedoch nur für eine Amtszeit (bis 1981) inne und wurde dann von Mitterrand abgelöst.
| Kandidaten                                                                            | Kandidaten               | Parteien                                 | 1. Wahlgang | 1. Wahlgang | 2. Wahlgang | 2. Wahlgang |
| Kandidaten                                                                            | Kandidaten               | Parteien                                 | Stimmen     | %           | Stimmen     | %           |
| ------------------------------------------------------------------------------------- | ------------------------ | ---------------------------------------- | ----------- | ----------- | ----------- | ----------- |
|                                                                                       | Valéry Giscard d’Estaing | Républicains indépendants                | 8.326.774   | 32,6        | 13.396.203  | 50,8        |
|                                                                                       | François Mitterrand      | Parti socialiste                         | 11.044.373  | 43,2        | 12.971.604  | 49,2        |
|                                                                                       | Jacques Chaban-Delmas    | Union des démocrates pour la République  | 3.857.728   | 15,1        |             |             |
|                                                                                       | Jean Royer               | Divers droite                            | 810.540     | 3,2         |             |             |
|                                                                                       | Arlette Laguiller        | Lutte Ouvrière                           | 595.247     | 2,3         |             |             |
|                                                                                       | René Dumont              | Écologistes                              | 337.800     | 1,3         |             |             |
|                                                                                       | Jean-Marie Le Pen        | Front national                           | 190.921     | 0,7         |             |             |
|                                                                                       | Émile Muller             | Mouvement démocrate socialiste de France | 176.279     | 0,7         |             |             |
|                                                                                       | Alain Krivine            | Ligue communiste révolutionnaire         | 93.990      | 0,4         |             |             |
|                                                                                       | Bertrand Renouvin        | Nouvelle action française                | 43.722      | 0,2         |             |             |
|                                                                                       | Jean-Claude Sebag        | Mouvement fédéraliste européen           | 42.007      | 0,2         |             |             |
|                                                                                       | Guy Héraud               | Parti fédéraliste européen               | 19.255      | 0,1         |             |             |
| Gesamt                                                                                | Gesamt                   | Gesamt                                   | 25.538.636  | 100         | 26.367.807  | 100         |
|                                                                                       |                          |                                          |             |             |             |             |
| Ungültige Stimmen                                                                     | Ungültige Stimmen        | Ungültige Stimmen                        | 237.107     | 0,9         | 356.788     | 1,3         |
| Wähler                                                                                | Wähler                   | Wähler                                   | 25.775.743  | 84,2        | 26.724.595  | 87,3        |
| Wahlberechtigte                                                                       | Wahlberechtigte          | Wahlberechtigte                          | 30.602.953  |             | 30.600.775  |             |
|                                                                                       |                          |                                          |             |             |             |             |
| Quellen: Conseil constitutionnel: 1. Wahlgang, 2. Wahlgang – JORF, 1. und 2. Wahlgang |                          |                                          |             |             |             |             |